# Homo sacer
Homo sacer é uma expressão em língua latina que, literalmente significa 'homem sagrado', isto é, 'homem a ser julgado pelos deuses'. Trata-se de uma figura obscura do direito romano arcaico, a qual se  refere à condição de quem cometia um delito contra a divindade, colocando em risco a pax deorum, a amizade entre a coletividade e os deuses, que era a garantia de paz e prosperidade da civitas; ou seja, tal delito era uma ameaça ao próprio Estado. Em consequência disso, o indivíduo era "consagrado" à divindade, isto é, deixado à mercê da vingança dos deuses. Expulso do grupo social, excluído de todos os direitos civis, a sua vida passava a ser considerada "sagrada" em  sentido negativo. O indivíduo podia também ser morto por qualquer um — mas não em rituais religiosos. A figura do homo sacer apresenta similaridade com o personagem Caim, da Bíblia.
Autores como Zygmunt Bauman, Giorgio Agamben, Hannah Arendt e, mais recentemente, Slavoj Zizek utilizaram o termo para designar a condição de alguns povos da história recente. Zizek aproxima o conceito daqueles que, como o povo do Afeganistão, adquirem essa espécie de existência sagrada e, paradoxalmente, negativa. Ele utiliza a imagem do avião distribuindo alimentos para uma população que acabara de ser atacada por um bombardeio aéreo.
Há exemplos documentados de atos que levavam um homo a ser declarado sacer: deslocar as pedras que delimitavam os limites dos campos, atos de violência contra os pais, fraude cometida por um patrono contra seu cliente. Tais delitos, se cometidos por um homem pertencente à coletividade, eram considerados graves a ponto de não ser puníveis pelos cidadãos, mas unicamente pelos deuses. O réu ficava isolado da coletividade, era abandonado por todos e, se fosse morto por um cidadão, este último não poderia ser acusado de homicídio, considerando-se que a morte do homo sacer havia sido decidida pela própria divindade, tendo sido apenas concretizada por um outro homem.